# Klášter magdalenitek (Most)
Klášter magdalenitek v Mostě - Zahražanech (dnes místní části města Most) existoval v letech 1281–1442 a od 15. století do roku 1782, kdy byl zrušen císařem Josefem II., resp. v důsledku jeho reforem.

## Historie

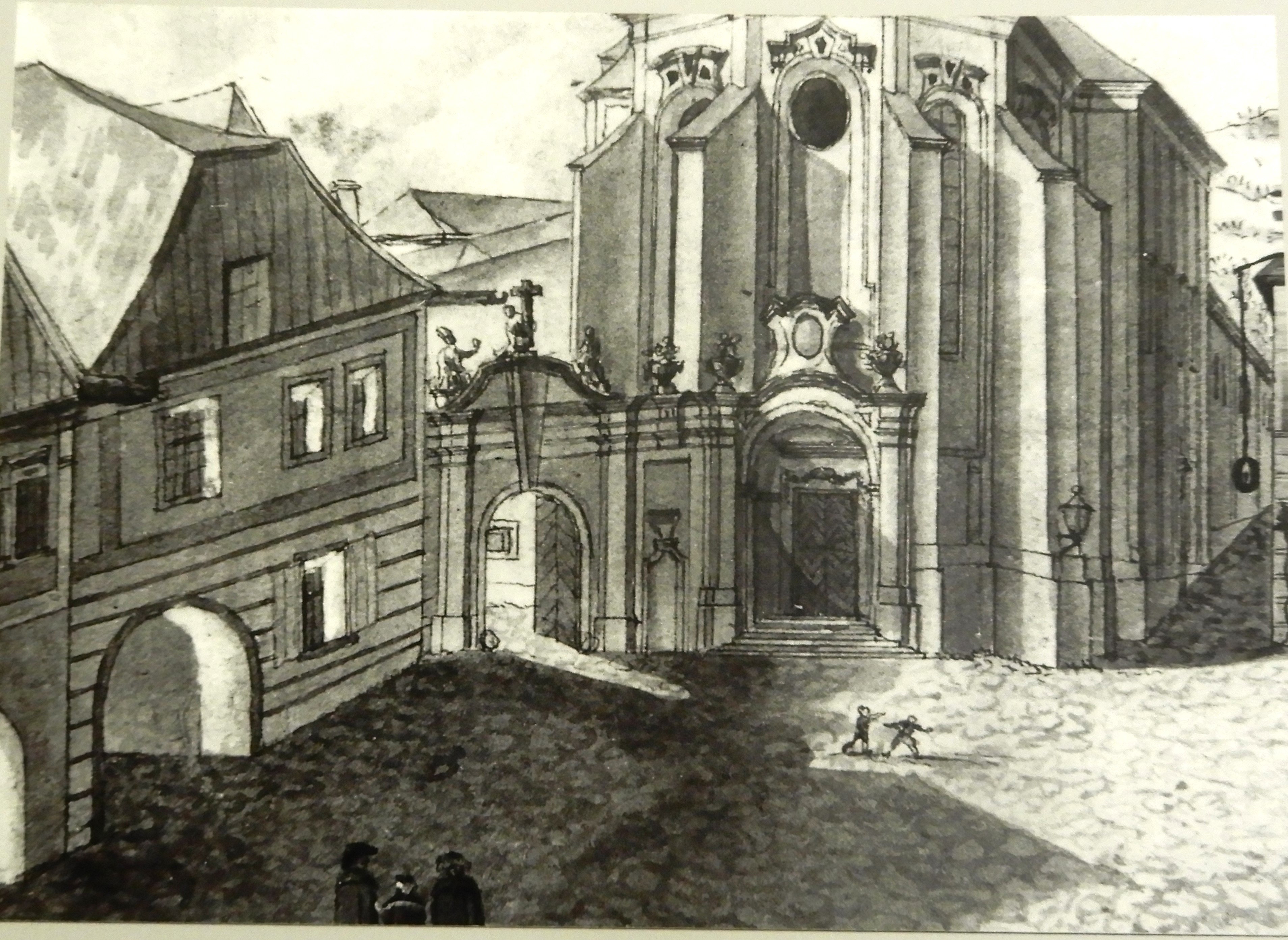
Zahražany, Zrušený klášter s kostelem na kresbě z 19. století

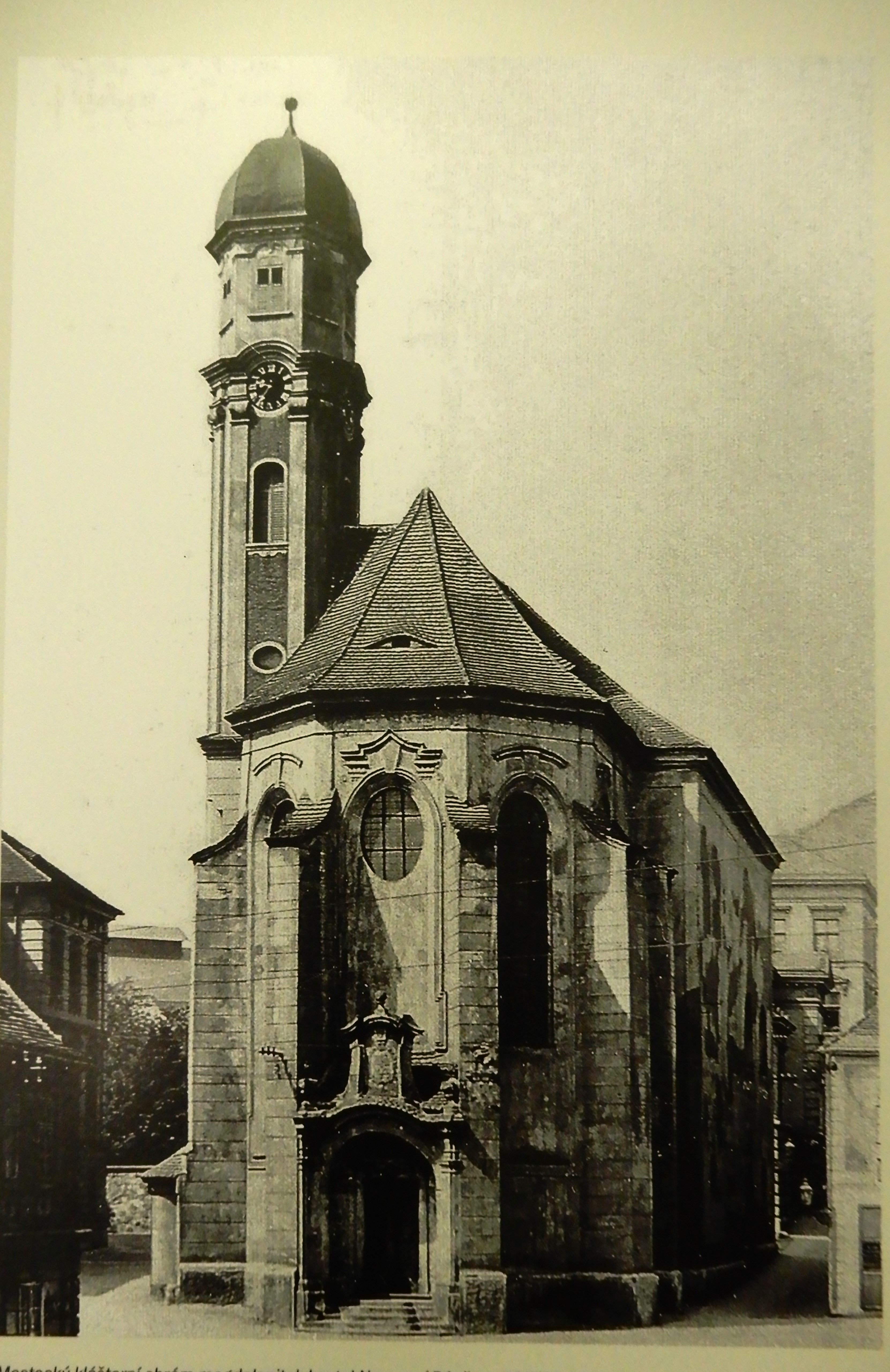
Kostel Narození Páně v Zahražaněch, fotografie z konce 19. století

Magdalenitky vybudovaly klášter v Mostě poblíž městských hradeb při existujícím kostele Panny Marie  na úpatí vrchu Hněvína, který dostaly darovací listinou českého krále Václava II. z 21. listopadu 1281. Klášter nazvaly starým jménem Zahražany, (Záhrazí, německy Saras nebo Saraz). Tento první klášter roku 1421 vyplenili husité a během husitských válek téměř zanikl. K obnově došlo až v 2. polovině 15. století. Benefaktorem obnoveného kláštera byl Jiří Opl z Vitzthumu, který řádovým sestrám věnoval roku 1496 platy ze vsi Havraně. V roce 1515 město Most zachvátil obrovský požár, který zničil téměř celé město. Vedle jiných kostelů a veřejných budov vyhořel do základu i konvent magdalenitek. Po této události však vstoupila do kláštera Kateřina z Vlčkova. Příslušníci její rodiny pak rozhodnou měrou přispěli k znovuvybudování kláštera i kostela. Kostel u kláštera magdalenitek byl 20. října 1515 konsekrován olomouckým světícím biskupem Martinem Göschlem. Při požáru v roce 1515 shořely také četné listiny a privilevia, kterými byl klášter obdařen. Tyto dokumenty byly postupně v letech 1515, 1523 a 1539 nahrazeny novými. Po obnově však klášter již nenabyl svého předchozího postavení a bohatství. Bylo to dáno vlivem pronikajícího protestantismu, který měl ve městě Most živnou půdu. Z písemných pramenů je doloženo několik převorek kláštera, avšak mnoho písemností bylo ztraceno.
Konvent magdalenitek v Zahražanech byl zrušen za českého stavovského povstání. Majetek byl řeholnicím zabaven a magdalenitky musely odejít. Vrátily se však po bitvě na Bílé hoře, avšak probíhající třicetiletá válka konvent ochudila. V průběhu války musely sestry z Mostu uprchnout a vrátily se až ke konci třicetileté války. V polovině 18. století magdalenitky zbudovaly v dnešní Žižkově ulici křížovou cestu ke své kapli. Zde byla umístěna gotická milostná soška Panny Marie, zvaná Madona ze Zahražan. K roku 1724 byl barokně přestavěn kostel Narození Panny Marie při klášteru magdalenitek.
Když v roce 1769 konvent vyhořel, bylo nutné začít s novou stavbou. Stavba se podařila celkem rychle a 3. září 1774 byl konvent znovu vysvěcen. Toto období kláštera však netrvalo dlouho, protože roku 1782 byl císařem Josefem II. zrušen, právě když byl zaklenut přilehlý kostel. Milostná soška Panny Marie zvaná „Zahražanská madona“ byla roku 1783 předána do mosteckého děkanského kostela Nanebevzetí Panny Marie a konvent byl předán piaristům, kteří měli v Mostě kolej.
Klášter byl z větší částí zbořen městem Most již v roce 1893, poté co piaristé město v roce 1872 opustili a klášter mu o několik let později prodali. K velké devastaci kláštera docházelo až do roku 1918. Objekt kláštera magdalenitek v Zahražanech byl zbořen v roce 1968.